# 関山砦
関山砦（せきやまとりで）は、三重県尾鷲市にあった砦。

## 概要
現在の尾鷲市の平地に建てられた。すぐ北に仲氏館があり、少し西に行くと中村山城がある。

## 歴史

### 戦国時代
天正10年（1582年）新宮の堀内氏善が尾鷲に攻めてきた際に中村山城主の仲新八郎が築城した。中村山城を中心に0.5kmほど北東に山ノ神砦と0.5kmほど東にこの砦を建てた。この戦いで多くの兵が討死にし廃城となった。

### 現代
現在は土砂採掘などにより遺構は完全に消滅した。

## 所在地
- 三重県尾鷲市瀬木山町